# Iglesia de San Nicolás de Bari (Elanchove)
La iglesia de San Nicolás de Bari es un templo parroquial de culto católico situado en el municipio vizcaíno de Elanchove (País Vasco, España).

## Historia
La iglesia fue fundada en 1803, y su construcción se pudo llevar a cabo gracias a las donaciones de la cofradía de pescadores de Elanchove. El municipio fue fundado en el siglo XVI por pescadores de municipios, dado que en esta ubicación se podía construir un puerto protegido de los vientos del oeste, noroeste y sureste. Desde su fundación el puerto perteneció a Ibarranguelua, y el hecho de contar con una parroquia autónoma de dicha localidad es considerado el primer paso del proceso de independencia de Elanchove, que hasta 1865 no pasó de barrio a municipio.
La tradición pesquera se mantuvo, y en el siglo XIX experimentó un cierto auge, pues en Elanchove funcionaban siete fábricas de escabeche y una conservas. Ese dinamismo económico explica, en parte, la posibilidad de que la cofradía de pescadores tuviera poder económico para hacer un donativo que financiase la construcción de la iglesia.
La Iglesia de San Nicolás de Bari está dedicada al patrón de los marineros, y cuenta en su interior con algunos bienes procedentes del convento de Santa María de Izaro, como las tablas populares acerca de la vida de San Francisco.

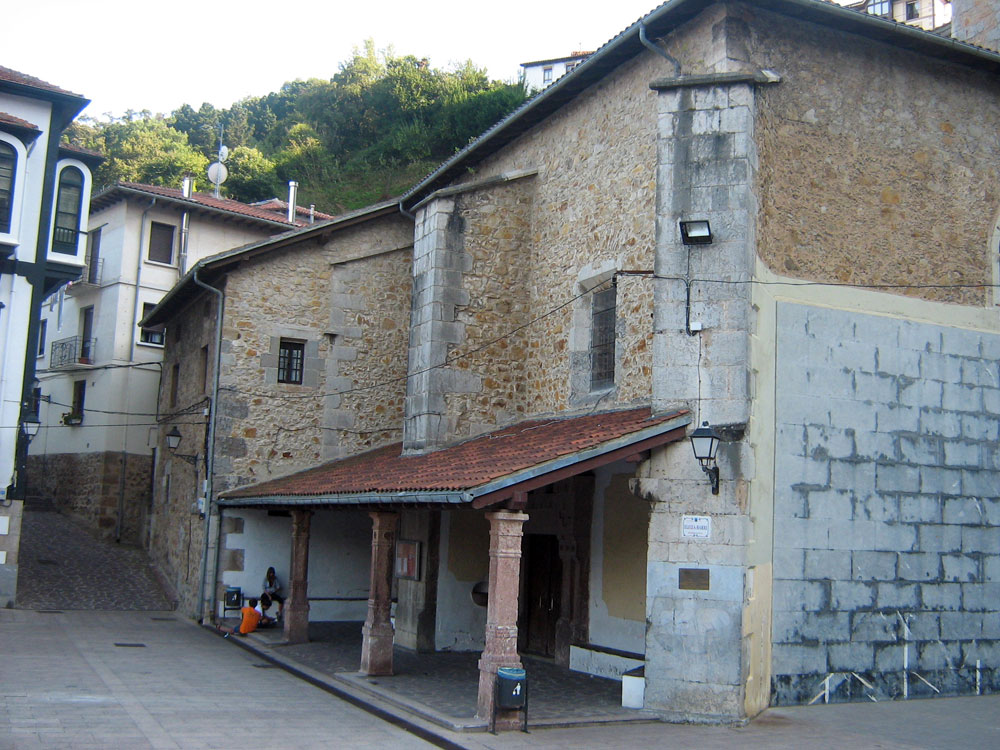
Acceso al edificio